# Ireneusz Jeleń
Ireneusz Jeleń (Cieszyn, Polonia, 9 de abril de 1981) es un exfutbolista polaco. Jugaba de delantero y su último equipo fue el Górnik Zabrze de la Ekstraklasa de Polonia.

## Selección nacional
Ha sido internacional con la selección de fútbol de Polonia, ha jugado 30 partidos internacionales y ha anotado 6 goles.

### Participaciones en Copas del Mundo
| Mundial                        | Sede     | Resultado    |
| ------------------------------ | -------- | ------------ |
| Copa Mundial de Fútbol de 2006 | Alemania | Primera fase |

## Clubes
| Club                       | País    | Año       |
| -------------------------- | ------- | --------- |
| Piast Cieszyn              | Polonia | 2000      |
| Beskid Skoczów             | Polonia | 2001-2002 |
| Wisła Płock                | Polonia | 2002-2006 |
| AJ Auxerre                 | Francia | 2006-2011 |
| Lille OSC                  | Francia | 2011-2012 |
| Podbeskidzie Bielsko-Biała | Polonia | 2012      |
| Górnik Zabrze              | Polonia | 2013-2014 |